# Tre parole
«Tre parole» fue el sencillo debut de la cantautora italiana Valeria Rossi, lanzado como primera canción de su disco Ricordatevi dei fiori, que salió al mercado en octubre de 2001. Comenzó a darse a conocer en emisoras italianas en mayo de ese año, convirtiéndose en una de las canciones del verano de ese año por su melodía pegadiza, su letra nonsense y un estribillo pegadizo. La canción había sido propuesta para participar en el festival musical de Sanremo Giovani ese mismo año, si bien su candidatura fue rechazada.
Su éxito le llevó a Valeria Rossi a recibir dos discos de platino en Italia, además de haber liderado las listas ese año. Fue galardonada con el premio como Artista revelación del año en el Festivalbar, quedando en segunda posición entre los sencillos más vendidos del año, con más de 100.000 copias, por detrás de Can't Get You Out of My Head de Kylie Minogue.
La versión original de la canción, que debería haberse titulado Sono il guaritore, mantenía la misma melodía pero variaba notablemente la letra, siendo menos alegre y despreocupada. Valeria realizó una edición en español de la misma canción llamada Tres palabras.

## Posición en listas
| Listas (2001)                         | Posición más alta |
| ------------------------------------- | ----------------- |
| Bélgica-Flandes (Ultratop 50 Singles) | 52                |
| Bélgica-Valona (Ultratop 40 Singles)  | 66                |
| España (Promusicae)                   | 5                 |
| Italia (FIMI)                         | 1                 |
| Suiza (Schweizer Hitparade)           | 34                |